# Гран-прі ФІДЕ
 Гран-прі ФІДЕ — дворічна серія шахових турнірів, організатором якої є ФІДЕ. Кожна серія гран-прі є частиною кваліфікаційного циклу чемпіонату світу та чемпіонату світу серед жінок.

## Історія
Перший турнір відбувся 2008 року. Перші два гран-прі складалися з шести турнірів, але серія 2014–2015 років містила лише чотири. Часто траплялися проблеми з пошуком спонсорів, а також доводилось змінювати міста-господарі.
Переможець і срібний призер чоловічого гран-прі отримують путівку на турнір претендентів. Переможець циклу гран-прі серед жінок одразу отримує право грати у чемпіонському матчі. Жіночі турніри проходили за явної переваги Хоу Іфань, яка виграла перші три серії.

## Чоловічі змагання
- 2008—2010: переможець —  Левон Аронян
- 2012—2013 —  Веселин Топалов
- 2014—2015 —  Фабіано Каруана
- 2017 —  Шахріяр Мамед'яров
- 2019 —  Олександр Грищук
- 2022 —  Хікару Накамура

## Жіночі змагання
- 2009—2011 —  Хоу Іфань
- 2011—2012 —  Хоу Іфань
- 2013—2014 —  Хоу Іфань
- 2015—2016 —  Цзюй Веньцзюнь
- 2019—2021 —  Олександра Горячкіна
- 2022—2023 —  Катерина Лагно
- 2024—2025 —  Чжу Цзінер